# 1241 Dysona
1241 Dysona är en asteroid i huvudbältet som upptäcktes den 4 mars 1932 av den engelske astronomen Harry Edwin Wood. Asteroidens preliminära beteckning var 1932 EB1. Asteroiden fick senare namn efter den brittiske astronomen Frank Watson Dyson.
Dysonas senaste periheliepassage skedde den 13 oktober 2018.[Uppdatering behövs] Dess rotationstid har beräknats till 8,61 timmar.